# Олимпийский стадион (Севилья)
Олимпийский стадион Севильи — мультиспортивный стадион в Севилье (Испания). Был построен в 1997 году специально к чемпионату мира по лёгкой атлетике. Стадион рассчитан на 60 000 человек. Стадион дважды включался в олимпийскую заявку Севильи на игры 2004 и 2008 годов.
Несмотря на то, что в Севилье базируются два футбольных клуба испанской Примеры — «Реал Бетис» и «Севилья», — стадион не является домашней ареной ни для одного из этих клубов, предпочитающих свои собственные футбольные арены. Однако оба клуба выразили согласие играть на нём домашние матчи на время реконструкции своих домашних полей. Иногда на стадионе проводит домашние матчи сборная Испании по футболу.
21 мая 2003 года на стадионе был сыгран финальный матч розыгрыша Кубка УЕФА 2002/03, на котором в присутствии 52 972 зрителей клуб «Порту» взял верх над «Селтиком» (3:2 доп. время).
В 2025 году стадион расширен до 70 000 зрителей.